# Denicolai & Provoost
Simona Denicolai (Milà, 1972) i Ivo Provoost (Dixmude, 1974) formen, des de mitjans dels anys noranta, un duet d'artistes italo-belgues anomenat Denicolai & Provoost.
Com a artistes multidisciplinaris, Denicolai i Provoost treballen, entre d'altres, amb el vídeo, els objectes trobats i les instal·lacions. La seva pràctica busca modificar les formes normals de pensar i el comportament rutinari de les persones. Utilitzen estratègies artístiques que han desenvolupat com a forma de qüestionar la realitat. Per fer-ho, desplacen l'art del seu lloc convencional treballant dins d’espais públics com ara peixateries, places, xarxes socials i institucions públiques per estendre la seva feina cap a la vida quotidiana.
Simona Denicolai i Ivo Provoost viuen i treballen a Brussel·les. Han exposat àmpliament a institucions i galeries internacionals, inclosos llocs com SMAK a Gant, Kanal - Centre Pompidou i Bozar a Brussel·les, o al festival LOOP Barcelona i la fira ARCO Madrid.

## Obra
La parella d'artistes utilitza protocols i escenaris que estan fermament arrelats a les característiques úniques d’un lloc i involucra persones, objectes i diferents històries com a «col·laboradors» en el seu procés artístic.
Els intercanvis que aquests evoquen s'insereixen en una realitat local, a la vegada que toquen temes universals com la ciutadania, la identitat i la solidaritat. Denicolai & Provoost es mouen constantment en diverses comunitats: des d'una llotja de peix espanyola fins a una comuna holandesa o un barri obrer de Gant. A través del seu treball, els artistes activen aquestes comunitats i les persones, objectes i històries que els pertanyen.